# Dolichoderus decollatus
Dolichoderus decollatus är en myrart som beskrevs av Smith 1858. Dolichoderus decollatus ingår i släktet Dolichoderus och familjen myror. Inga underarter finns listade i Catalogue of Life.